# Ducrosia
Ducrosia es un género de plantas herbáceas perteneciente a la familia de las apiáceas.  Comprende 9 especies descritas y de estas, solo 6 aceptadas.

## Descripción
Tiene hojas pecioladas, pinnadas o tripinnadas; segmentos lineales para ovoide u ovales. Inflorescencias en umbelas, lateral y terminal. Rayos pocos a muchos.  Fruto pubescente, dorsalmente aplanado; crestas dorsales.

## Taxonomía
El género fue descrito por Pierre Edmond Boissier y publicado en Annales des Sciences Naturelles; Botanique, sér. 3 1: 341. 1844. La especie tipo es: Ducrosia anethifolia (DC.) Boiss.		

## Especies
A continuación se brinda un listado de las especies del género Ducrosia aceptadas hasta septiembre de 2012, ordenadas alfabéticamente. Para cada una se indica el nombre binomial seguido del autor, abreviado según las convenciones y usos.
- Ducrosia anethifolia (DC.) Boiss.
- Ducrosia areysiana (Deflers) Pimenov & Kljuykov
- Ducrosia assadii Alava
- Ducrosia flabellifolia Boiss.
- Ducrosia inaccessa (C.C.Towns.) Pimenov & Kljuykov
- Ducrosia ismaelis Asch.